# Серра-да-Раис
Серра-да-Раис (порт. Serra da Raiz) — муниципалитет в Бразилии, входит в штат Параиба. Составная часть мезорегиона Сельскохозяйственный район штата Параиба. Входит в экономико-статистический микрорегион Гуарабира. Население составляет 3239 человек на 2006 год. Занимает площадь 28,984 км². Плотность населения — 111,8 чел./км².
Праздник города — 21 января.

## История
Город основан в 1959 году.

## Статистика
- Валовой внутренний продукт на 2003 год составляет 6 788 846,00 реалов (данные: Бразильский институт географии и статистики).
- Валовой внутренний продукт на душу населения на 2003 год составляет 2039,31 реалов (данные: Бразильский институт географии и статистики).
- Индекс развития человеческого потенциала на 2000 год составляет 0,565 (данные: Программа развития ООН).

## География
Климат местности: тропический. В соответствии с классификацией Кёппена, климат относится к категории As'.